# 帯電ローラ
帯電ローラ（たいでんローラ）は、レーザープリンターの感光体に均一に通常数百～1000Ｖ程度に帯電させる機能ローラをいう。

## 特徴
ゼロックス方式による初期の帯電方法はコロナ放電を利用したものであった。
しかし、空気中を高圧電流が流れることによる酸化物、特にオゾンの発生が課題だった。またコロナワイヤは静電気による周囲のチリ等を吸着してしまうので、定期的にクリーニングが必要という課題もあった。
キヤノンがゴムローラによる帯電方式を開発、感光体と接触させることにより、オゾン発生を極力おさえることができた。またロールなので、帯電クリーナを設置することで、クリーニングも容易にできるようになった。現在の主力はこの接触式帯電ローラ方式である。

## 原理
基本的にはコロナ放電と変わらない。ローラを感光体に接触させることによって位置が決まりやすいので、メカ的に多少ラフでも精度が出る（帯電の均一性が重要なので、部位による位置のばらつきは異常画像の原因になりやすい）
ただし、通電させた金属シャフトとゴム、樹脂層の感光体を通してコンデンサ回路が形成されるため、ゴムには半導体性が求められる。一般的には極性ゴムが用いられる。
コンデンサの原理で感光体表面の樹脂層に電荷が溜まるプロセスを言う

## 電子写真プロセスの概略
1. 感光体は帯電によりある一定の電位差をもつ。
2. 次にレーザーによる露光で感光体の電位差を光電効果で変化させ、潜像を作る。
3. そこに均一にトナーが乗った現像ローラが感光体にまぶされる。
4. 潜像された箇所は電位差が低くなるので、帯電されたトナーが乗りやすくなる。
5. 潜像させなかった箇所に乗ったトナーは現像ロール側に引き寄せられて回収される。
6. 感光体にのったトナーは紙に転写され、熱と圧力により固定化される。
7. 感光体にわずかに残ったトナーはクリーニングブレードでかきとられる。
8. 感光体の電位差をリフレッシュするため簡単な露光をし、次の帯電プロセスにつなげる。
9. 帯電ローラ自身も多少汚れるので、帯電クリーナーで清掃でする。

## 対抗商品
- リコー|RICOH 非接触帯電方式
- ブラザー|BROTHER 手動式コロナワイヤ帯電方式